# Olympische Winterspiele 1994/Skilanglauf – 4 × 5 km (Frauen)
Die 4 × 5-km-Skilanglaufstaffel der Frauen bei den Olympischen Winterspielen 1994 fand am 21. Februar 1994 im Birkebeineren-Skistadion in Lillehammer statt. Olympiasieger wurde die russische Staffel mit Jelena Välbe, Larissa Lasutina, Nina Gawriljuk und Ljubow Jegorowa. Die Silbermedaille ging an die Staffel aus Norwegen, Bronze an Italien.

## Daten
- Datum: 21. Februar 1994, 10:30 Uhr
- Höhenunterschied: 66 m/66 m
- Maximalanstieg: 45 m/45 m
- Totalanstieg: 199 m/210 m
- 56 Teilnehmerinnen aus 14 Ländern, davon alle in der Wertung

## Ergebnisse
| Platz | Land               | Sportlerinnen                                                                     | Zeit         |
| ----- | ------------------ | --------------------------------------------------------------------------------- | ------------ |
| 1     | Russland           | Jelena Välbe Larissa Lasutina Nina Gawriljuk Ljubow Jegorowa                      | 57:12,5 min  |
| 2     | Norwegen           | Trude Dybendahl Inger Helene Nybråten Elin Nilsen Anita Moen                      | 57:42,6 min  |
| 3     | Italien            | Bice Vanzetta Manuela Di Centa Gabriella Paruzzi Stefania Belmondo                | 58:42,6 min  |
| 4     | Finnland           | Pirkko Määttä Marja-Liisa Kirvesniemi Merja Lahtinen Marjut Rolig                 | 59:15,9 min  |
| 5     | Schweiz            | Sylvia Honegger Silke Braun-Schwager Barbara Mettler Brigitte Albrecht            | 1:00:05,1 h  |
| 6     | Schweden           | Anna Frithioff Marie-Helene Östlund Anna-Lena Fritzon Antonina Ordina             | 1:00:05,8 h  |
| 7     | Slowakei           | Ľubomíra Balážová Jaroslava Bukvajová Tatiana Kutlíková Alžbeta Havrančíková      | 1:01:00,2 h. |
| 8     | Polen              | Mićhalina Maciuszek Małgorzata Ruchała Dorota Kwaśny Bernadeta Bocek-Piotrowska   | 1:01:13,2 h. |
| 9     | Tschechien         | Martina Vondrová Iveta Zelingerová-Fořtová Kateřina Neumannová Lucie Chroustovská | 1:02:02,1 h. |
| 10    | Vereinigte Staaten | Laura Wilson Nina Kemppel Laura McCabe Leslie Thompson                            | 1:02:28,4 h. |
| 11    | Frankreich         | Carole Stanisière Sylvie Giry-Rousset Sophie Villeneuve Élisabeth Tardy           | 1:02:28,6 h. |
| 12    | Estland            | Kristina Šmigun Cristel Vahtra Silja Suija Piret Niglas                           | 1:02:32,4 h. |
| 13    | Kasachstan         | Natalja Schtaimez Jelena Tschernezowa Oxana Kotowa Jelena Wolodina-Antonowa       | 1:03:13,0 h. |
| 14    | Belarus            | Alena Piirajnen Svetlana Kamotskaya Ljudmila Didelewa Alena Sinkewitsch           | 1:04:25,1 h. |